# Ilija Fonlamov Francisković
Ilija Fonlamov Francisković (Niš, 16. veljače 1996.), srpski i crnogorski je slikar i pjesnik, folksdojčerskog podrijetla, najpoznatiji po svojoj slici Carev edikt, koja je bila službena slika proslave 1.700 godina od donošenja Milanskog edikta.

## Životopis
Rođen je 1996. godine u Nišu, u Saveznoj Republici Jugoslaviji u obitelji plemićkog njemačkog podrijetla, koja se krajem 17. stoljeća iz Njemačke doselila u Banat, a kasnije u Niš. Slikarstvom se bavi od šeste godine. Zbog svog stila, prigodom školovanja u Austriji, prozvan je reinkarnacijom njemačkog renesansnog slikara iz 16. stoljeća Matthiasa Grünewalda. Njemu se pripisuju i epiteti čuda od djeteta i supertalenta, upravo zbog svojih godina, te činjenice da je počeo stvarati jako rano, ali i odsustva školovanja. Pored slike Carev edikt koju je naslikao sa sedamnaest godina u čast sedamnaest stoljeća Milanskog edikta, naslikao je i sliku Židov i njegova vjera u čast žrtava Holokausta u Nišu i Srbiji, a sedamdeset godina od početka istog. Zbog talenta dobio je prijedloge da isti usavšava na Bečkoj akademiji likovnih umjetnosti, to jest Visokoj školi lijepih i primijenjenih umjetnosti u Parizu. Najmlađi je i jedan od prvih umjetnika iz Srbije čija djela procjenjuju dvije najrenomiranije njemačke i europske aukcijske kuće, Neumeister iz Münchena, i aukcijska kuća Aukcionata iz Berlina. Prigodom procjena njegove tri slike: Evanđelist, Cvijet Božji i Uskrsnuće Kristovo, pridobio je epitet princa europskog slikarstva trenutnog desetljeća. Njegov stil karakterizira tamna pozadina iz koje izranja emotivan i jasan lik, prije svega zbog kasne gotike i rane renesanse pod čijim utjecajem stvara. Najveća inspiracija mu je Kršćanstvo, kako pravoslavno, tako i katoličko. Zbog svog šarenolikog podrijetla, sebe podjednako smatra Nijemcem, Srbinom, Crnogorcem i Bugarom, ali prije svega građaninom svijeta. Bavi se i humanitarnim radom i pisanjem. Postao je prvim laureatom Međunarodne nagrade za poeziju "Venac-Vijenac-Venec" za 2016. za zbirku pjesama "Erinerung".

## Nagrade
- Međunarodna nagrada za poeziju "Venac-Vijenac-Venec" za 2016.

## Vanjske poveznice
- (srp.) Ilija Fonlamov: Prija mi što me zovu čudom od deteta, kurir.rs, 15. rujna 2014.
- (srp.) S. Janačković, Slika bez dana škole slikarstva, juznevesti.com, 12. kolovoza 2014.
- (srp.) V. Petrović, Novac od prodate slike Andreji za lečenje  Arhivirana inačica izvorne stranice od 8. listopada 2015. (Wayback Machine), belami.rs, 19. studenoga 2014.
- (srp.) J. Canić, Novac od prodate slike daje za lečenje Andreje, juznevesti.com, 13. studenoga 2014.
- (srp.)
- (crnog.) Mirjana Jukić, Talentovani slikar i pisac bi "Kotorankom" da obraduje Crnu Goru  Arhivirana inačica izvorne stranice od 3. listopada 2015. (Wayback Machine), vijesti.me, 27. rujna 2015.
- (srp.) Ivana Anđelković, Talentovani Nišlija uprkos pozivu sa Sorbone ostao u Srbiji, blic.rs, 7. travnja 2015.